# Josef von Hepperger
Josef von Hepperger zu Tirschtenberg und Hoffensthal (Bolzano, 11 de novembro de 1855 – Bolzano, 12 de setembro de 1928) foi um astrônomo austríaco.
Por sua determinação da trajetória do cometa Biela recebeu um prêmio da Academia Austríaca de Ciências. Escreveu um artigo na Encyklopädie der mathematischen Wissenschaften.